# Università Paris XI - Paris-Sud
L'Università di Parigi XI Paris-Sud  è stata un'università francese fondata nel 1971 e situata nei dipartimenti dell'Essonne, Hauts-de-Seine e Valle della Marna nell'Île-de-France. Conta 127 laboratori di ricerca, cinque Unité de formation et de recherche, tre Institut universitaire de technologie e una Réseau Polytech (politecnico). Dal 2020, l'Università Paris Sud è stata inglobata nell'Università di Parigi-Saclay. 
I poli dell'università sono ripartiti sui seguenti comuni: Antony, Bures-sur-Yvette, Cachan, Châtenay-Malabry, Fontenay-aux-Roses, Gif-sur-Yvette, Le Kremlin-Bicêtre, Orsay, Le Plessis-Robinson, Sceaux. Il campus scientifico di Orsay è il più grande polo scientifico di Francia ed è anche riconosciuto come parco botanico. 
Quattro vincitori della Medaglia Fields hanno frequentato questa università: Laurent Lafforgue, Jean-Christophe Yoccoz, Wendelin Werner e Ngô Bảo Châu oltre che due Premi Nobel per la Fisica Pierre-Gilles de Gennes e Albert Fert.